# 小行星2048
小行星2048（2048 Dwornik）是一颗围绕太阳公转的小行星。1973年8月27日，埃莉諾·赫琳在帕洛马山发现了此天体。
該小行星以美國行星地質學家斯蒂芬·E·德沃尼克（Stephen E. Dwornik）命名。
这颗小行星的绝对星等为105.74336等。